# Josip Vrlić
Josip Vrlić (Rijeka, Croacia; 25 de abril de 1986) es un waterpolista croata que actualmente juega por el club VK Radnički Kragujevac. Su hermano Mislav también es waterpolista y juega para VK Primorje.